# Teorema di Kronecker-Castelnuovo
Il teorema di Kronecker-Castelnuovo è un teorema classico della teoria delle superfici algebriche.
Una prima versione del teorema fu presentata da Leopold Kronecker in una conferenza da lui tenuta all'Accademia dei Lincei nel 1886. Guido Castelnuovo, da poco laureato, fu informato di questo risultato da Luigi Cremona e riuscì a darne una sua nuova dimostrazione. Mentre Kronecker non diede alle stampe la sua versione, Castelnuovo pubblicò la sua nel 1894.

## Enunciato
L'enunciato del teorema, estratto dall'articolo del 1894 di Castelnuovo, è il seguente:
Una superficie algebrica irriducibile, la quale dai piani di un sistema doppiamente infinito venga segata in curve irriducibili, è rigata oppure è la superficie di Steiner.